# Coupe de Belgique de football 1978-1979
Navigation
Édition précédente Édition suivante
La Coupe de Belgique 1978-1979 est la vingt-quatrième édition de l'épreuve.
Cette édition apporte un changement notable dans l'organisation puisque dorénavant les quarts et les demi-finales se jouent par rencontres aller-retour.

## Changement d'appellation
- Le 1er juillet 1978, le SK Beveren-Waes (matricule 2300), dernier vainqueur en date de la Coupe de Belgique, change sa dénomination et devient le SK Beveren (2300).

## Fonctionnement - Règlement
La Coupe de Belgique 1978-1979 est jouée par matchs à élimination directe jusqu'au stade des 1/8es de finale. Ensuite les quarts et les demi-finales sont joués par rencontres aller-retour. Les équipes de Division 1 et de Division 2 commencent l'épreuve à partir des trente-deuxièmes de finale.
Au total 256 clubs participent à cette 24e édition de l'épreuve.
Pour cette édition 78-79, quatre tours préliminaires concernent 224 clubs issus de tous les niveaux inférieurs. Les différentes équipes proviennent des divisions suivantes :
- 131 clubs de séries provinciales ;
- 59 clubs de Promotion ;
- 32 clubs de Division 3 ;
- 16 clubs de Division 2 ;
- 18 clubs de Division 1.

### Déroulement schématique

#### Tours préliminaires
- TOUR 1 : 64 rencontres, 128 clubs des Séries provinciales.
  - TOUR 2 : 64 rencontres, 64 qualifiés du tour 1 + les 64 clubs de Promotion de la saison précédente (qui sont têtes de série et ne se rencontrent pas entre eux).
    - TOUR 3 : 32 rencontres, 64 qualifiés du tour 2 (pré-tirage intégral, plus de tête de série).
      - TOUR 4 : 32 rencontres, 32 qualifiés du tour 3 + les 32 clubs de Division 3 de la saison précédente (qui sont têtes de série et ne se rencontrent pas entre eux).

#### Phase finale
- 1/32e de finale : 32 qualifiés du tour 4, 16 clubs de Division 2 de la saison précédente et 16 clubs de Division 1 de la saison précédente (D1 et D2 sont têtes de série et ne se rencontrent pas entre elles).
  - 1/16e de finale(à partir de ce tour, tirage intégral, plus de têtes de série).
    - 1/8e de finale.
      - 1/4 de finale (aller/retour).
        - 1/2 finales (aller/retour).
          - FINALE.

### Replayéventuel
Lors des 1/32e et des 1/16e de finale, en cas d'égalité à la fin du temps réglementaire, on joue une prolongation de 2 × 15 minutes, suivie d'une séance de tirs au but si la parité subsiste.

## Calendrier
Le tirage au sort des quatre tours éliminatoires et des trente-deuxièmes de finale a lieu en juin 1978 au siège de l'URSBSFA.
| Nom                                   | Tirage au sort | Date aller                 | Date retour               | Équipes participantes | Équipes restantes |
| ------------------------------------- | -------------- | -------------------------- | ------------------------- | --------------------- | ----------------- |
| Quatrième tour préliminaire           | juin 1978      | 19 et 20 août 1978         | 19 et 20 août 1978        | 64                    | 32                |
| Trente-deuxièmes de finale *          | juin 1978      | 26 et 27 août 1978         | 26 et 27 août 1978        | 64                    | 32                |
| Seizièmes de finale                   | ?              | 28 et 29 octobre 1978      | 28 et 29 octobre 1978     | 32                    | 16                |
| Huitièmes de finale                   | ?              | du 20 au 27 décembre 1978  | du 20 au 27 décembre 1978 | 16                    | 8                 |
| Quarts de finale                      | ?              | 24 et 25 février 1979      | 14 et 15 avril 1979       | 8                     | 4                 |
| Demi-finales                          | ?              | 31 mai 1979 et 2 juin 1979 | 6 juin 1979               | 4                     | 2                 |
| Finale                                | -              | 10 juin 1979               | 10 juin 1979              | 2                     | -                 |
| * entrée des clubs de D1 et D2 belges |                |                            |                           |                       |                   |

## Trente-deuxièmes de finale

### Participants

#### Par régions
| Régions         | Total | D1 | D2 | D3 | P | Prov' |
| --------------- | ----- | -- | -- | -- | - | ----- |
| Bruxelles       | 4     | 2  | 1  | 1  | 0 | 0     |
| Région flamande | 49    | 12 | 14 | 15 | 5 | 3     |
| Région wallonne | 11    | 4  | 1  | 1  | 4 | 1     |
| TOTAUX          | 64    | 18 | 16 | 17 | 9 | 4     |

#### Par provinces
Le Brabant wallon et Luxembourg n'ont plus le moindre représentant.
| # | Provinces                                                                    | Total | Div. 1 | Div. 2 | Div. 3 | Prom  | prov' |
| - | ---------------------------------------------------------------------------- | ----- | ------ | ------ | ------ | ----- | ----- |
| 1 | Province d'Anvers                                                            | 12    | 4      | 3      | 4      | 1     | 0     |
| 2 | Province de Brabant Région de Bruxelles-Capitale Province du Brabant flamand | 9 4 5 | 2 2 0  | 3 1 2  | 3 1 2  | 1 0 1 | 0 0   |
| 3 | Province de Flandre-Occidentale                                              | 11    | 3      | 3      | 3      | 1     | 1     |
| 4 | Province de Flandre-Orientale                                                | 9     | 2      | 3      | 4      | 0     | 0     |
| 5 | Province de Hainaut                                                          | 3     | 2      | 1      | 0      | 0     | 0     |
| 6 | Province de Liège                                                            | 7     | 2      | 0      | 1      | 3     | 1     |
| 7 | Province de Limbourg                                                         | 12    | 3      | 3      | 2      | 2     | 2     |
| 8 | Province de Namur                                                            | 1     | 0      | 0      | 0      | 1     | 0     |
|   | TOTAUX                                                                       | 64    | 18     | 16     | 17     | 9     | 4     |

### Résultats
Ce tour est joué les samedi 26 août 1978 et dimanche 27 août 1978, en une seule manche disputée sur le terrain de la première équipe citée. En cas d'accord entre les clubs concernés, l'ordre du tirage au sort peut être inversé.
- 64 clubs, 32 rencontres.
  - Plusieurs exploits avec les qualifications deux clubs de Division 3, de deux clubs de Promotion et de deux clubs provinciaux.
    - 2 formations anversoises de l'élite font les frais de ces performances: Berchem Sport sorti par les Flandriens du K. VK Torhout, alors que l'Antwerp est battu par les  ""Promotionnaires de Dottignies.
    - Relégué en D2 - et futur champion - le Cercle de Bruges mord la poussière contre les provinciaux de Montegnée. Par ailleurs, le Stade Louvain va se qualifier à Boom.

  - Au total, six cercles de D2 passent à la trappe.

|  | Clubs qualifiés pour le tour suivant ; |
|  | tenant du trophée.                     |

| Dates      | Niv | N° | Équipe 1                        | Équipe 2                       | Score 90' | Score Prol. | Tirs au but |
| 26/08/1978 | T   | 1  | SK Beveren (I)                  | K. FC Eendracht Zele (III)     | 1-0       |             |             |
| 26/08/1978 | T   | 2  | K. Beerschot VAV (I)            | K. FC Verbroedering Geel (III) | 5-0       |             |             |
| 26/08/1978 | T   | 3  | K. Berchem Sport ( I)           | K. VK Torhout ( p-WVl)         | 0-0       | 0-0         | 2-3         |
| 26/08/1978 | T   | 4  | K. FC Diest (II)                | Hoeselt V&V (III)              | 4-2       |             |             |
| 26/08/1978 | T   | 5  | R. Tilleur FC (III)             | R. FC Liégeois (I)             | 0-1       |             |             |
| 26/08/1978 | T   | 6  | AS Oostende KM' (II)            | K. Wuustwezel FC (III)         | 1-0       |             |             |
| 26/08/1978 | T   | 7  | K. SK Tongeren (II)             | Sporting Alken (p-Lim)         | 4-0       |             |             |
| 26/08/1978 | T   | 8  | R. Charleroi SC (I)             | VC Rotselaar ( II)             | 3-1       |             |             |
| 26/08/1978 | T   | 9  | kV Mechelen (II)                | R. Union Hutoise FC (P)        | 2-0       |             |             |
| 26/08/1978 | T   | 10 | R. Olympic Montignies (II)      | R. FC Hannutois (P)            | 5-1       |             |             |
| 26/08/1978 | T   | 11 | K. Beringen FC (I)              | R. CS Andennais ( P)           | 3-0       |             |             |
| 26/08/1978 | T   | 12 | K. Waterschei SV THOR Genk ( I) | FC Heist Sportief (P)          | 3-1       |             |             |
| 26/08/1978 | T   | 13 | K. SV Oudenaarde (III)          | K. SC Hasselt (II)             | 2-1       |             |             |
| 26/08/1978 | T   | 14 | K. SV Waregem (I)               | K. RC Tienen (III)             | 1-0       |             |             |
| 26/08/1978 | T   | 15 | K. SC Lokeren (I)               | K. FC Lommelse SK ( P)         | 7-1       |             |             |
| 26/08/1978 | T   | 16 | Club Brugge kV (I)              | K. Hoger Op Merchtem (III)     | 7-1       |             |             |
| 26/08/1978 | T   | 17 | R. SC Anderlechtois (I)         | VC Jong Lede (IIII)            | 5-2       |             |             |
| 26/08/1978 | T   | 18 | K. RC Harelbeke ( II)           | R. AA Louviéroise (I)          | 1-2       |             |             |
| 27/08/1978 | T   | 19 | R. Standard de Liège (I)        | R. FC Sérésien ( P)            | 2-0       |             |             |
| 27/08/1978 | T   | 20 | R. Dottignies Sport (P)         | R. Antwerp FC (I)              | 2-1       |             |             |
| 27/08/1978 | T   | 21 | K. RC Mechelen (II)             | K. SV Sottegem (III)           | 2-2       | 2-2         | 4-3         |
| 27/08/1978 | T   | 22 | K. Boom FC ( II)                | K. Stade Leuven (P)            | 0-1       |             |             |
| 27/08/1978 | T   | 23 | K. FC Turnhout (III)            | kV Kortrijk (I)                | 1-4       |             |             |
| 27/08/1978 | T   | 24 | K. SC Eendracht Aalst (II)      | K. VG Oostende ( III)          | 2-1       |             |             |
| 27/08/1978 | T   | 25 | R. Racing FC Montegnée ( p-Liè) | K. SV Cercle Brugge ( II)      | 1-1       | 1-1         | 3-2         |
| 27/08/1978 | T   | 26 | Patro Eisden ( III)             | K. Lierse SV (I)               | 1-2       |             |             |
| 27/08/1978 | T   | 27 | K. Maaseik FC (p-Lim)           | K. FC Winterslag (I)           | 2-3       |             |             |
| 27/08/1978 | T   | 28 | Royale Union (II)               | Racing Jet Bruxelles (III)     | 2-2       | 2-2         | 4-3         |
| 27/08/1978 | T   | 29 | K. FC Izegem (III)              | K. St-Niklaasse SK (II)        | 2-0       |             |             |
| 27/08/1978 | T   | 30 | Rapid Spouwen (P)               | K. St-Truidense VV (II)        | 0-2       |             |             |
| 27/08/1978 | T   | 31 | K. AA Gent (II)                 | K. SC Menen (III)              | 4-0       |             |             |
| 27/08/1978 | T   | 32 | K. Willebroekse SV (III)        | RWD Molenbeek (I)              | 1-4       |             |             |

- NOTE: Le R. Dottignies Sport est administrativement dans la province de Hainaut mais, avec une dérogation de l'URBSFA, joue pour le compte de la province de Flandre occidentale.

## Seizièmes de finale

### Participants

#### Par régions
| Régions         | Total | D1 | D2 | D3 | P | Prov' |
| --------------- | ----- | -- | -- | -- | - | ----- |
| Bruxelles       | 3     | 2  | 1  | 0  | 0 | 0     |
| Région flamande | 23    | 10 | 8  | 2  | 2 | 1     |
| Région wallonne | 6     | 4  | 1  | 0  | 0 | 1     |
| TOTAUX          | 32    | 16 | 10 | 2  | 2 | 2     |

#### Par provinces
Le Brabant wallon et les provinces de Namur et de Luxembourg n'ont plus le moindre représentant.
| # | Provinces                                                                    | Total | Div. 1 | Div. 2 | Div. 3 | Prom  | prov' |
| - | ---------------------------------------------------------------------------- | ----- | ------ | ------ | ------ | ----- | ----- |
| 1 | Province d'Anvers                                                            | 6     | 2      | 2      | 0      | 0     | 0     |
| 2 | Province de Brabant Région de Bruxelles-Capitale Province du Brabant flamand | 5 3 2 | 2 2 0  | 2 1    | 0      | 1 0 1 | 0 0   |
| 3 | Province de Flandre-Occidentale                                              | 6     | 3      | 1      | 1      | 1     | 1     |
| 4 | Province de Flandre-Orientale                                                | 5     | 2      | 2      | 1      | 0     | 0     |
| 5 | Province de Hainaut                                                          | 3     | 2      | 1      | 0      | 0     | 0     |
| 6 | Province de Liège                                                            | 3     | 2      | 0      | 0      | 0     | 1     |
| 7 | Province de Limbourg                                                         | 5     | 3      | 2      | 0      | 0     | 0     |
|   | TOTAUX                                                                       | 32    | 16     | 10     | 2      | 2     | 2     |

### Résultats
Ce tour est joué les samedi 28 octobre 1978 et dimanche 29 octobre 1978, en une seule manche disputée sur le terrain de la première équipe citée. En cas d'accord entre les clubs concernés, l'ordre du tirage au sort peut être inversé.
- 32 clubs, 16 rencontres.
  - Comme pressenti, les cercles de Division 1 se taillent la part du lion avec 12 qualifiés. Les quatre clubs éliminés le sont dans des duels entre clubs de l'élite. Beringen étonne en allant s'imposer au stade Edmond Machtens.
  - Opposés à des formations de séries inférieures, trois clubs Division 2 atteignent les 1/8es. À noter que Dottignies Sport a vendu chèrement sa peau au Stayenveld.

|  | Clubs qualifiés pour le tour suivant ; |
|  | tenant du trophée.                     |

| Dates      | Niv | N° | Équipe 1                        | Équipe 2                        | Score 90' | Score Prol. | Tirs au but |
| 28/10/1978 | S   | 1  | K. Waterschei SV THOR Genk ( I) | K. FC Izegem (III)              | 3-0       |             |             |
| 28/10/1978 | S   | 2  | R. AA Louviéroise (I)           | K. RC Mechelen (II)             | 1-0       |             |             |
| 28/10/1978 | S   | 3  | K. FC Diest (II)                | kV Mechelen (II)                | 2-0       |             |             |
| 28/10/1978 | S   | 4  | K. St-Truidense VV (II)         | R. Dottignies Sport (P)         | 0-0       | 0-0         | 4-3         |
| 28/10/1978 | S   | 5  | R. SC Anderlechtois (I)         | R. Charleroi SC (I)             | 4-0       |             |             |
| 28/10/1978 | S   | 6  | K. Beerschot VAV (I)            | K. AA Gent (II)                 | 5-1       |             |             |
| 28/10/1978 | S   | 7  | R. Standard de Liège (I)        | kV Kortrijk (I)                 | 2-1       |             |             |
| 28/10/1978 | S   | 8  | SK Beveren (I)                  | R. Olympic Montignies (II)      | 5-0       |             |             |
| 29/10/1978 | S   | 9  | RWD Molenbeek (I)               | K. Beringen FC (I)              | 0-1       |             |             |
| 29/10/1978 | S   | 10 | R. FC Liégeois (I)              | Royale Union (II)               | 3-1       |             |             |
| 29/10/1978 | S   | 11 | K. SK Tongeren (II)             | K. Lierse SV (I)                | 0-1       |             |             |
| 29/10/1978 | S   | 12 | K. SC Eendracht Aalst (II)      | K. Stade Leuven (P)             | 2-1       |             |             |
| 29/10/1978 | S   | 13 | K. SV Waregem (I)               | Club Brugge kV (I)              | 0-1       |             |             |
| 29/10/1978 | S   | 14 | K. SC Lokeren (I)               | K. SV Oudenaarde (III)          | 4-0       |             |             |
| 29/10/1978 | S   | 15 | K. VK Torhout ( p-WVl)          | K. FC Winterslag (I)            | 0-3       |             |             |
| 29/10/1978 | S   | 16 | AS Oostende KM (II)             | R. Racing FC Montegnée ( p-Liè) | 9-1       |             |             |

## Huitièmes de finale

### Participants

#### Par régions
| Régions         | Total | D1 | D2 |
| --------------- | ----- | -- | -- |
| Bruxelles       | 1     | 1  | 0  |
| Région flamande | 12    | 8  | 4  |
| Région wallonne | 3     | 3  | 0  |
| TOTAUX          | 16    | 12 | 4  |

#### Par provinces
Le Brabant wallon et les provinces de Namur et de Luxembourg n'ont plus le moindre représentant.
| # | Provinces                                                                    | Total | Div. 1 | Div. 2 |
| - | ---------------------------------------------------------------------------- | ----- | ------ | ------ |
| 1 | Province d'Anvers                                                            | 2     | 2      | 0      |
| 2 | Province de Brabant Région de Bruxelles-Capitale Province du Brabant flamand | 2 1   | 1 1 0  | 1 0 1  |
| 3 | Province de Flandre-Occidentale                                              | 2     | 1      | 1      |
| 4 | Province de Flandre-Orientale                                                | 3     | 2      | 1      |
| 5 | Province de Hainaut                                                          | 1     | 1      | 0      |
| 6 | Province de Liège                                                            | 2     | 2      | 0      |
| 7 | Province de Limbourg                                                         | 4     | 3      | 1      |
|   | TOTAUX                                                                       | 16    | 12     | 4      |

### Résultats
Ce tour est joué du 20 décembre 1978 au 27 décembre 1978, en une seule manche disputée sur le terrain de la première équipe citée. En cas d'accord entre les clubs concernés, l'ordre du tirage au sort peut être inversé.
- 16 clubs, 8 rencontres.
  - Le Royal Standard de Liège se fait piéger au Kiel.
  - L'AS Ostende et l'Eendracht Alost créent la surprise contre des formations de l'élite.

|  | Clubs qualifiés pour le tour suivant ; |
|  | tenant du trophée.                     |

| Dates      | Niv | N° | Équipe 1                        | Équipe 2                 | Score 90' | Score Prol. | Tirs au but |
| 20/12/1978 | H   | 1  | Club Brugge kV (I)              | K. Beringen FC (I)       | 3-1       |             |             |
| 23/12/1978 | H   | 2  | K. Beerschot VAV (I)            | R. Standard de Liège (I) | 0-0       | 1-0         |             |
| 23/12/1978 | H   | 3  | K. Waterschei SV THOR Genk ( I) | K. Lierse SV (I)         | 2-0       |             |             |
| 24/12/1978 | H   | 4  | R. FC Liégeois (I)              | AS Oostende KM (II)      | 1-2       |             |             |
| 24/12/1978 | H   | 5  | K. SC Eendracht Aalst (II)      | K. FC Winterslag (I)     | 4-2       |             |             |
| 24/12/1978 | H   | 6  | K. SC Lokeren (I)               | K. St-Truidense VV (II)  | 2-0       |             |             |
| 24/12/1978 | H   | 7  | K. FC Diest (II)                | SK Beveren (I)           | 0-2       |             |             |
| 27/12/1978 | H   | 8  | R. AA Louviéroise (I)           | R. SC Anderlechtois (I)  | 2-3       |             |             |

## Quarts de finale

### Participants

#### Par régions
Plus aucune équipe wallonne engagée.
| Régions         | Total | D1 | D2 |
| --------------- | ----- | -- | -- |
| Bruxelles       | 1     | 1  | 0  |
| Région flamande | 7     | 5  | 2  |
| Région wallonne | 0     | 0  | 0  |
| TOTAUX          | 8     | 6  | 2  |

#### Par provinces
| # | Provinces                                        | Total | Div. 1 | Div. 2 |
| - | ------------------------------------------------ | ----- | ------ | ------ |
| 1 | Province d'Anvers                                | 1     | 1      | 0      |
| 2 | Province de Brabant Région de Bruxelles-Capitale | 1     | 1 1    | 0      |
| 3 | Province de Flandre-Occidentale                  | 2     | 1      | 1      |
| 4 | Province de Flandre-Orientale                    | 3     | 2      | 1      |
| 5 | Province de Limbourg                             | 1     | 1      | 0      |
|   | TOTAUX                                           | 8     | 6      | 2      |

### Résultats
- 8 clubs, 2 x 4 rencontres. En cas d'égalité sur l'ensemble des deux matchs, les buts inscrits en déplacement sont prépondérants.
  - Anderlecht bénéficie d'un tirage facile contre une formation ostendaise qui lutte pour son maintien en D2.
  - Malgré un but concédé à domicile lors de la manche aller, le Club Brugeois sort le tenant du trophée, qui peut se concentrer sur la conquête du premier sacre national de son histoire.

|  | Clubs qualifiés pour le tour suivant ; |
|  | tenant du trophée.                     |

|    | Dates      | Équipe 1                        | Équipe 2                        | Score 90' | Score Prol. | Tirs au but |
| Q1 | 24/02/1979 | R. SC Anderlechtois (I)         | AS Oostende KM (II)             | 5-0       |             |             |
|    | 15/04/1979 | AS Oostende KM (II)             | R. SC Anderlechtois (I)         | 1-4       |             |             |
| Q2 | 24/02/1979 | K. Beerschot VAV (I)            | K. SC Lokeren (I)               | 1-0       |             |             |
|    | 14/04/1979 | K. SC Lokeren (I)               | K. Beerschot VAV (I)            | 0-2       |             |             |
| Q3 | 25/02/1979 | K. SC Eendracht Aalst (II)      | K. Waterschei SV THOR Genk ( I) | 0-4       |             |             |
|    | 14/04/1979 | K. Waterschei SV THOR Genk ( I) | K. SC Eendracht Aalst (II)      | 6-0       |             |             |
| Q4 | 25/02/1979 | Club Brugge kV (I)              | SK Beveren (I)                  | 2-1       |             |             |
|    | 15/04/1979 | SK Beveren (I)                  | Club Brugge kV (I)              | 0-2       |             |             |

## Demi-finales

### Participants

#### Par régions
| Régions         | Total | D1 |
| --------------- | ----- | -- |
| Bruxelles       | 1     | 1  |
| Région flamande | 3     | 3  |
| Région wallonne | 0     | 0  |
| TOTAUX          | 4     | 4  |

#### Par provinces
Les trois clubs de Flandre orientale qui restaient en course sont éliminés.
| # | Provinces                                        | Total | Div. 1 |
| - | ------------------------------------------------ | ----- | ------ |
| 1 | Province d'Anvers                                | 1     | 1      |
| 2 | Province de Brabant Région de Bruxelles-Capitale | 1     | 1 1    |
| 3 | Province de Flandre-Occidentale                  | 1     | 1      |
| 4 | Province de Limbourg                             | 1     | 1      |
|   | TOTAUX                                           | 4     | 4      |

### Résultats
- 4 clubs, 2 x 2 rencontres. En cas d'égalité sur l'ensemble des deux matchs, les buts inscrits en déplacement sont prépondérants.
  - Le Club Brugge se promène, pour atteindre une nouvelle finale et tenter d'y sauver sa saison. 6es en championnat, les "Blauw 'n Zwart" ne sont pas qualifiés pour une compétition européenne.
  - La finale attendue n'aura pas lieu. Un épatant Beerschot refait son retard et profite d'un goal réussi au Parc Astrid.

|  | Clubs qualifiés pour la finale. |

|    | Dates      | Équipe 1                        | Équipe 2                        | Score 90' | Score Prol. | Tirs au but |
| D1 | 31/05/1979 | R. SC Anderlechtois (I)         | K. Beerschot VAV (I)            | 3-1       |             |             |
|    | 06/06/1979 | K. Beerschot VAV (I)            | R. SC Anderlechtois (I)         | 2-0       |             |             |
| D2 | 02/06/1979 | Club Brugge kV (I)              | K. Waterschei SV THOR Genk ( I) | 3-0       |             |             |
|    | 06/06/1979 | K. Waterschei SV THOR Genk ( I) | Club Brugge kV (I)              | 1-4       |             |             |

## Finale
| K. Beerschot VAV · |                   |     |
| Titulaires :       |                   |     |
|                    |                   |     |
| 1                  | Jan Tomaszewski   |     |
| 2                  | Paul Beloy Beloy  |     |
| 3                  | Arto Tolsa        |     |
| 4                  | Juan Lozano       |     |
| 5                  | Johnny Van Abbeny |     |
| 6                  | Emmanuel Sanon    |     |
| 7                  | Frank Schrauwen   |     |
| 8                  | Johan Coninx      |     |
| 9                  | Paul Lambert      | 78e |
| 10                 | Louis Van Gucht   |     |
| 11                 | René Mücher       |     |
|                    |                   |     |
| Remplaçants :      |                   |     |
| 13                 | Jean Rylant       | 78e |
|                    |                   |     |
| Entraîneur :       |                   |     |
| George Knobel      |                   |     |

| · Club Brugge KV · |                   |     |
| Titulaires :       |                   |     |
|                    |                   |     |
| 1                  | Birger Jensen     |     |
| 2                  | Fons Bastijns     |     |
| 3                  | Walter Meeuws     |     |
| 4                  | Georges Leekens   |     |
| 5                  | Jos Volders       |     |
| 6                  | Julien Cools      |     |
| 7                  | René Vandereycken |     |
| 8                  | Paul Courant      |     |
| 9                  | Bernard Verheecke | 75e |
| 10                 | Raoul Lambert     |     |
| 11                 | Jan Ceulemans     |     |
|                    |                   |     |
| Remplaçants :      |                   |     |
|                    | Jan Sørensen      | 75e |
|                    |                   |     |
| Entraîneur :       |                   |     |
| Mathieu Bollen     |                   |     |

| K. Beerschot VAV · |                   |     |
| Titulaires :       |                   |     |
|                    |                   |     |
| 1                  | Jan Tomaszewski   |     |
| 2                  | Paul Beloy Beloy  |     |
| 3                  | Arto Tolsa        |     |
| 4                  | Juan Lozano       |     |
| 5                  | Johnny Van Abbeny |     |
| 6                  | Emmanuel Sanon    |     |
| 7                  | Frank Schrauwen   |     |
| 8                  | Johan Coninx      |     |
| 9                  | Paul Lambert      | 78e |
| 10                 | Louis Van Gucht   |     |
| 11                 | René Mücher       |     |
|                    |                   |     |
| Remplaçants :      |                   |     |
| 13                 | Jean Rylant       | 78e |
|                    |                   |     |
| Entraîneur :       |                   |     |
| George Knobel      |                   |     |

| · Club Brugge KV · |                   |     |
| Titulaires :       |                   |     |
|                    |                   |     |
| 1                  | Birger Jensen     |     |
| 2                  | Fons Bastijns     |     |
| 3                  | Walter Meeuws     |     |
| 4                  | Georges Leekens   |     |
| 5                  | Jos Volders       |     |
| 6                  | Julien Cools      |     |
| 7                  | René Vandereycken |     |
| 8                  | Paul Courant      |     |
| 9                  | Bernard Verheecke | 75e |
| 10                 | Raoul Lambert     |     |
| 11                 | Jan Ceulemans     |     |
|                    |                   |     |
| Remplaçants :      |                   |     |
|                    | Jan Sørensen      | 75e |
|                    |                   |     |
| Entraîneur :       |                   |     |
| Mathieu Bollen     |                   |     |

## Clubs par divisions
| Division   | Quatrième tour préliminaire | +   | Trente-deuxièmes de finale | Seizièmes de finale | Huitièmes de finale | Quarts de finale | Demi-finales | Finale |
| ---------- | --------------------------- | --- | -------------------------- | ------------------- | ------------------- | ---------------- | ------------ | ------ |
| D1         |                             | +18 | 18                         | 16                  | 12                  | 6                | 4            | 2      |
| D2         | 2                           | +14 | 16                         | 10                  | 4                   | 2                | 0            | -      |
| D3         | 30                          |     | 17                         | 2                   | 0                   | -                | -            | -      |
| Promotion  | 21                          |     | 9                          | 2                   | 0                   | -                | -            | -      |
| Provincial | 11                          |     | 4                          | 2                   | 0                   | -                | -            | -      |
| Total      | 64                          | +32 | 64                         | 32                  | 16                  | 8                | 4            | 2      |

### Sources et liens externes
.
.
.
- Archives de l'ASBL Foot100,
- archives des journaux et quotidiens de l'époque.